# Буддизм в Венгрии
Буддизм в Венгрии официально существует в форме религиозной организации с 1951 года, когда Хетени Эрнё основал «Буддийскую миссию» как член немецкого буддийского ордена Арья Майтрея Мандала, относящегося к традиции махаяна. Однако первая собственно венгерская буддийская община была создана ещё в 1890-х годах в Мараморош-Сигет, а Йожеф Холлоши официально принял буддийское прибежище и написал «Буддийский катехизис» (1893). Таким образом, дхарма присутствует в венгерской культуре уже более 130 лет. В 1933 году в Японии Шандор Кёрёши Чома был признан бодхисаттвой. В самой Венгрии Йожеф Холлоши считается вторым венгерским бодхисаттвой.
Культура Рабакёза включает в себя предметные и языковые элементы, прямо свидетельствующие о связи с буддизмом. В этом регионе были найдены статуи Будды Майтрея и другие религиозные предметы. Изучение исторических связей между буддизмом и венграми в основном опирается на лингвистику; наиболее известным исследователем этой темы был Шандор Кёрёши Чома.
В венгерском буддизме представлены различные направления, каждое из которых оформлено как самостоятельная организация со своей системой истины и учения. Как правило, школы терпимо и с уважением сосуществуют, однако междусобного диалога сравнительно немного.
В стране к настоящему времени официально открыто 11 ступ: четырe в Будапеште, по одной в Будакеси, Бюкмодьорошде (Чернель), Заласантó, Тар, Бечке, Манфа и на хуторе Усо́. Ступа мира (Заласанто́) высотой 36 м и шириной 24 м является второй по высоте буддийской ступой в Европе.
В Венгрии действуют буддийская гимназия (Буддийская гимназия «Врата учения»») и буддийский колледж (Буддийский колледж «Врата учения»).
Точную численность практикующих буддистов и сочувствующих назвать сложно; различные источники называют цифры от 5 до 30 тысяч. По данным переписи 2022 года, буддистами себя назвали 11 042 человека.